# Caloptilia hypericella
Caloptilia hypericella là một loài bướm đêm thuộc họ Gracillariidae. Nó được tìm thấy ở Canada (Québec) và Hoa Kỳ (Cincinnati, Ohio, Kentucky, Michigan và West Virginia).
Sải cánh dài khoảng 8 mm.
Ấu trùng ăn Hypericum cistifolium, Hypericum punctatum và Hypericum sphaerocarpum. Chúng ăn lá nơi chúng làm tổ.